# Paulinho McLaren
Paulinho McLaren, född 28 september 1963 i Igaraçu do Tietê, är en brasiliansk tidigare fotbollsspelare.
Han vann skytteligan i Campeonato Brasileiro Série A 1991 med 15 gjorda mål.